# ランドルフ・コールデコット
ランドルフ・コールデコット（Randolph Caldecott, 1846年3月22日 - 1886年2月12日）はイギリスのイラストレーター、美術家。ユーモラスで温かい資質が手伝い、独創的かつ多作のイラストレーターとして名声をあげた。

## 略歴
イングランド北西部のチェスターの会計士の息子に生まれた。学校を卒業した後、シュロップシャーの銀行の支社に入社し、6年後にマンチェスターの本店に移り、マンチェスターの美術学校の夜間のコースで絵を学んだ。勤務のかたわら雑誌や新聞に挿絵を寄稿することから出発し、26歳になった1872年に銀行を辞めて、ロンドンに移り、イラストレーターとなった。ロンドンでは短期間、スレード美術学校でも学んだ。1870年代の末から彫版師エドマンド・エヴァンズとともに制作した16冊の子ども向け絵本はコールデコットの代表作となった。1880年に結婚した。病気がちであり、冬は温暖な土地で過ごすようになっていたが、1886年2月にニューヨークを経由してフロリダに旅した時に、病気になり、39歳でフロリダで没した。
コールデコットの絵本に見られる、絵とことばが互いを補って物語の世界を広げる作風は現代絵本の源流のひとつと位置づけられ、同時代に活躍したウォルター・クレイン、ケイト・グリーナウェイと並ぶイギリス絵本の新たな表現形式を確立した三大画家のひとりに数えられる。
没後、優れた絵本にイラストをつけた画家へ贈られるコールデコット賞（コールデコット・メダル）の名祖となった。

## ギャラリー

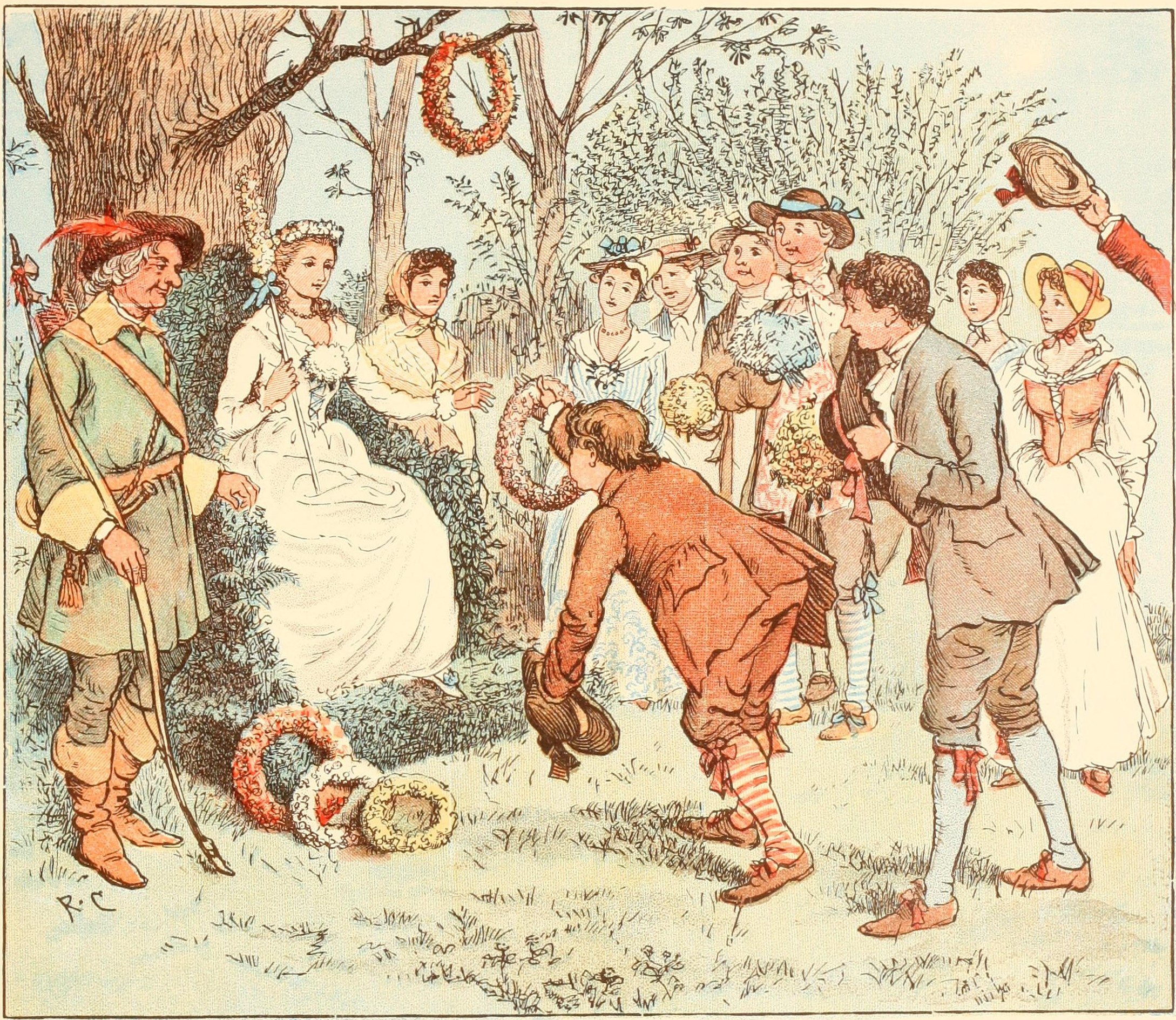
『The lasses held the stakes』
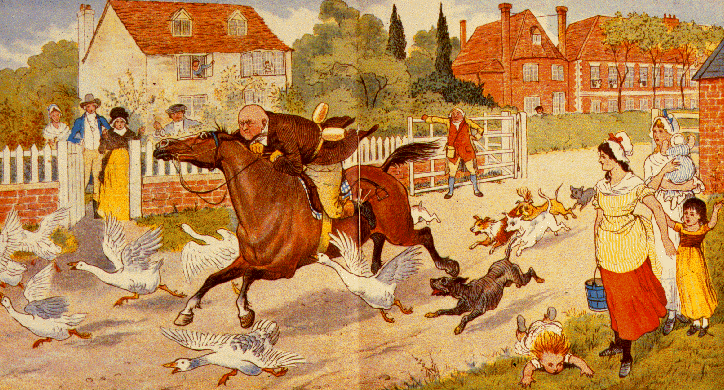
『ジョン・ギルピンのゆかいなお話』(1878)
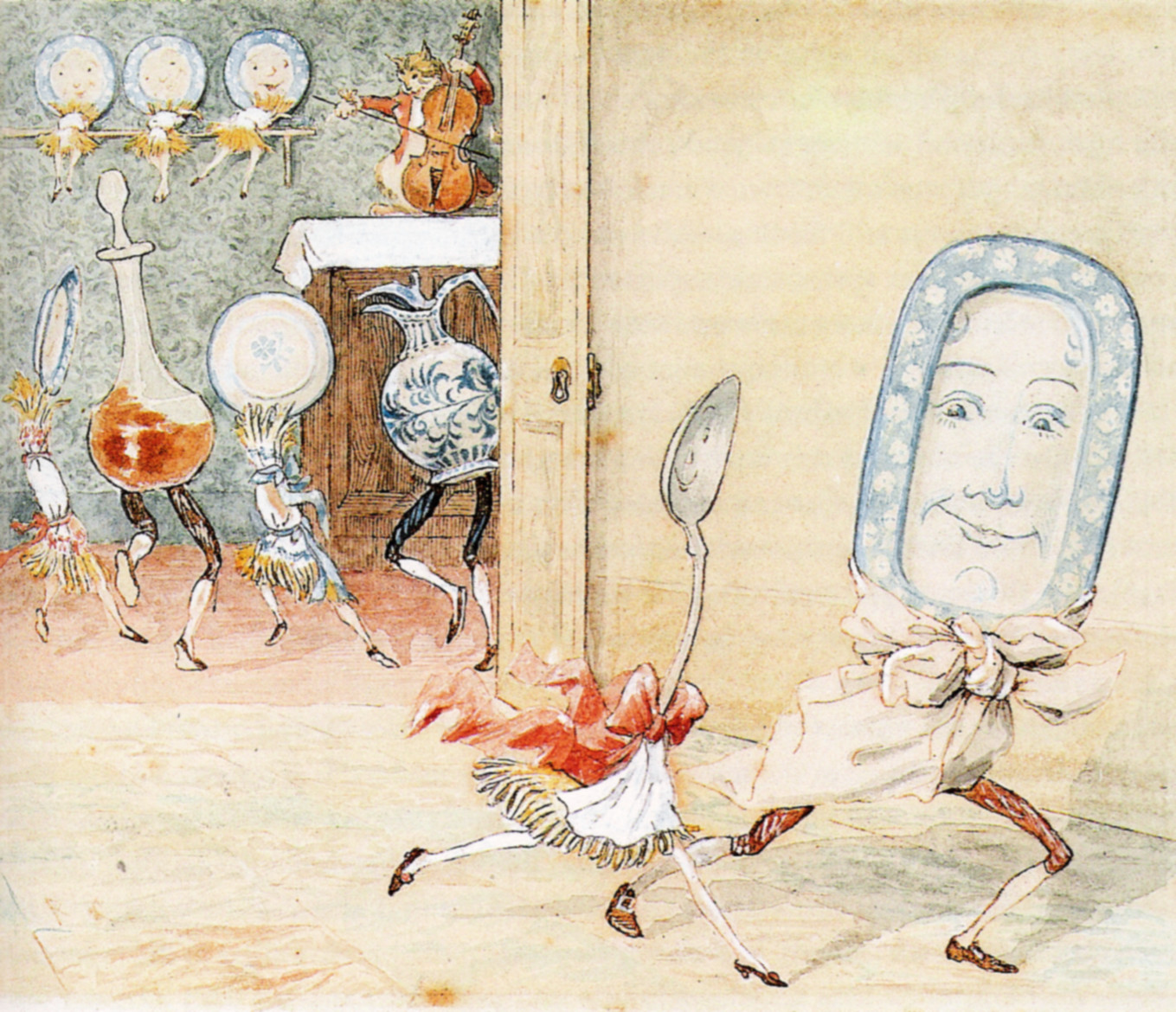
『マザーグース』「ヘイ・ディドル・ディドル」(1882)
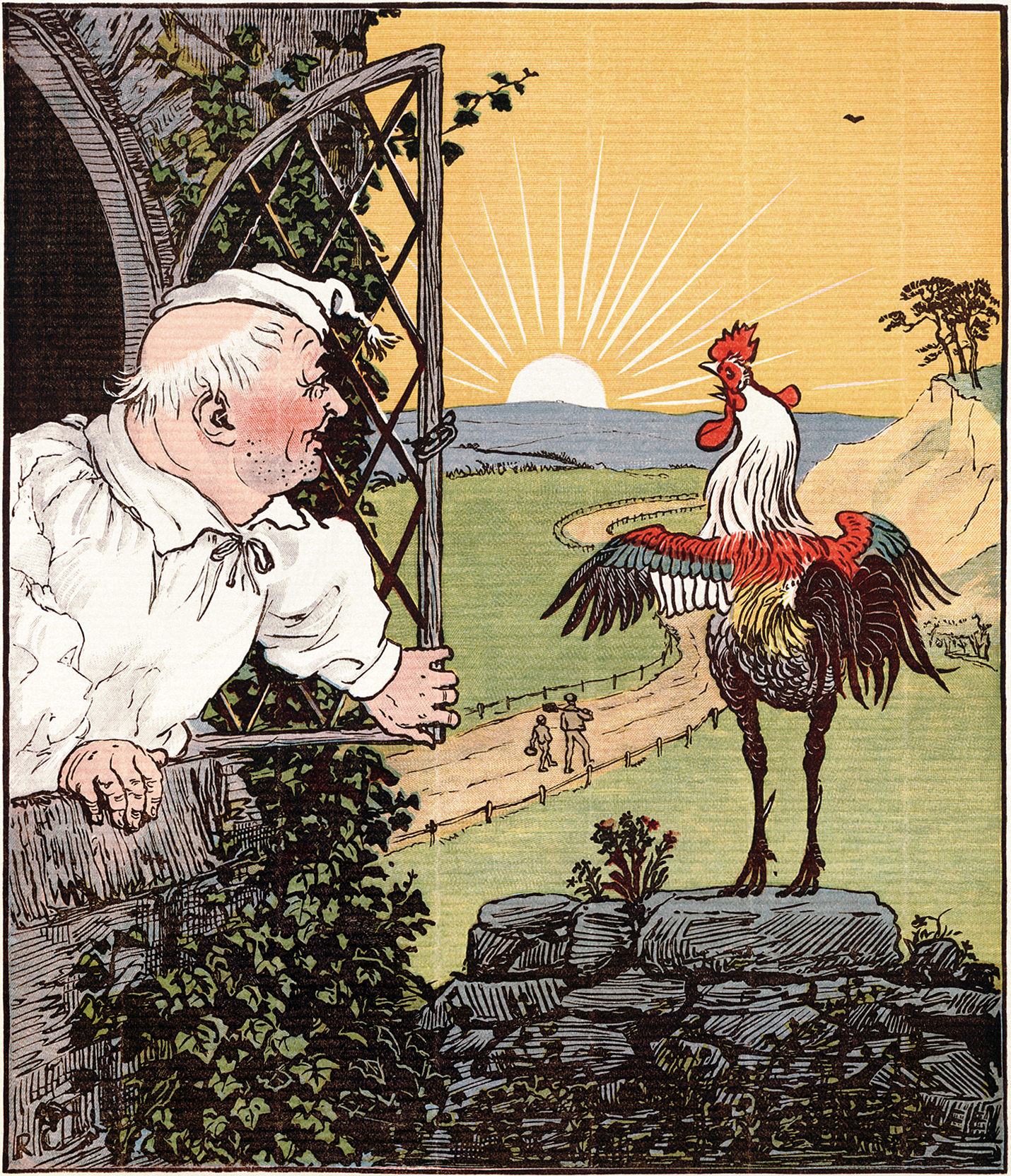
『ジャックの建てた家』(1887)
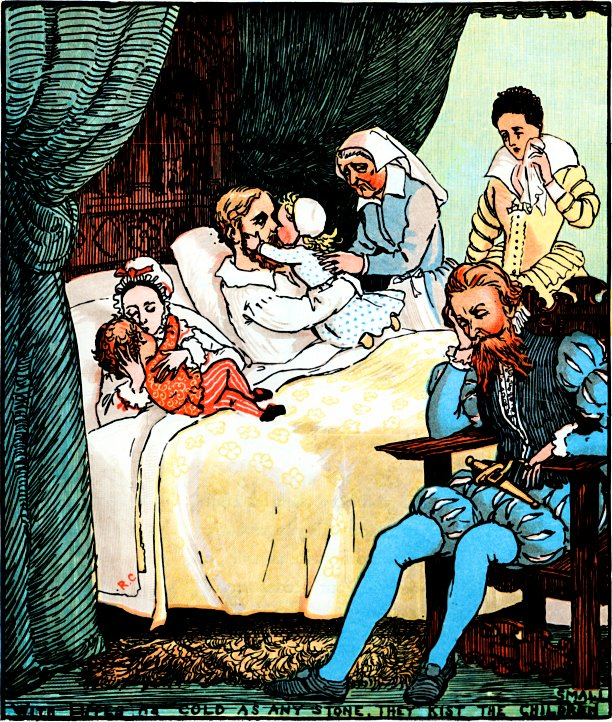
『森の中の子どもたち』
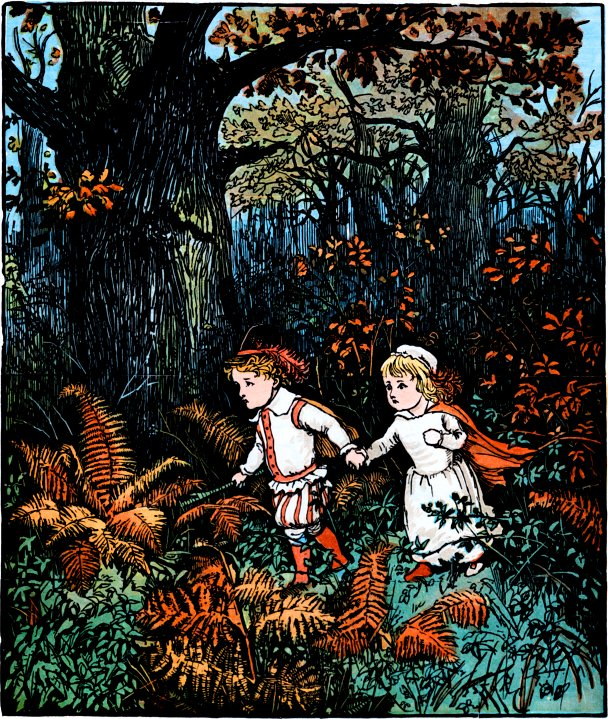
『森の中の子どもたち』